# Calze con la riga

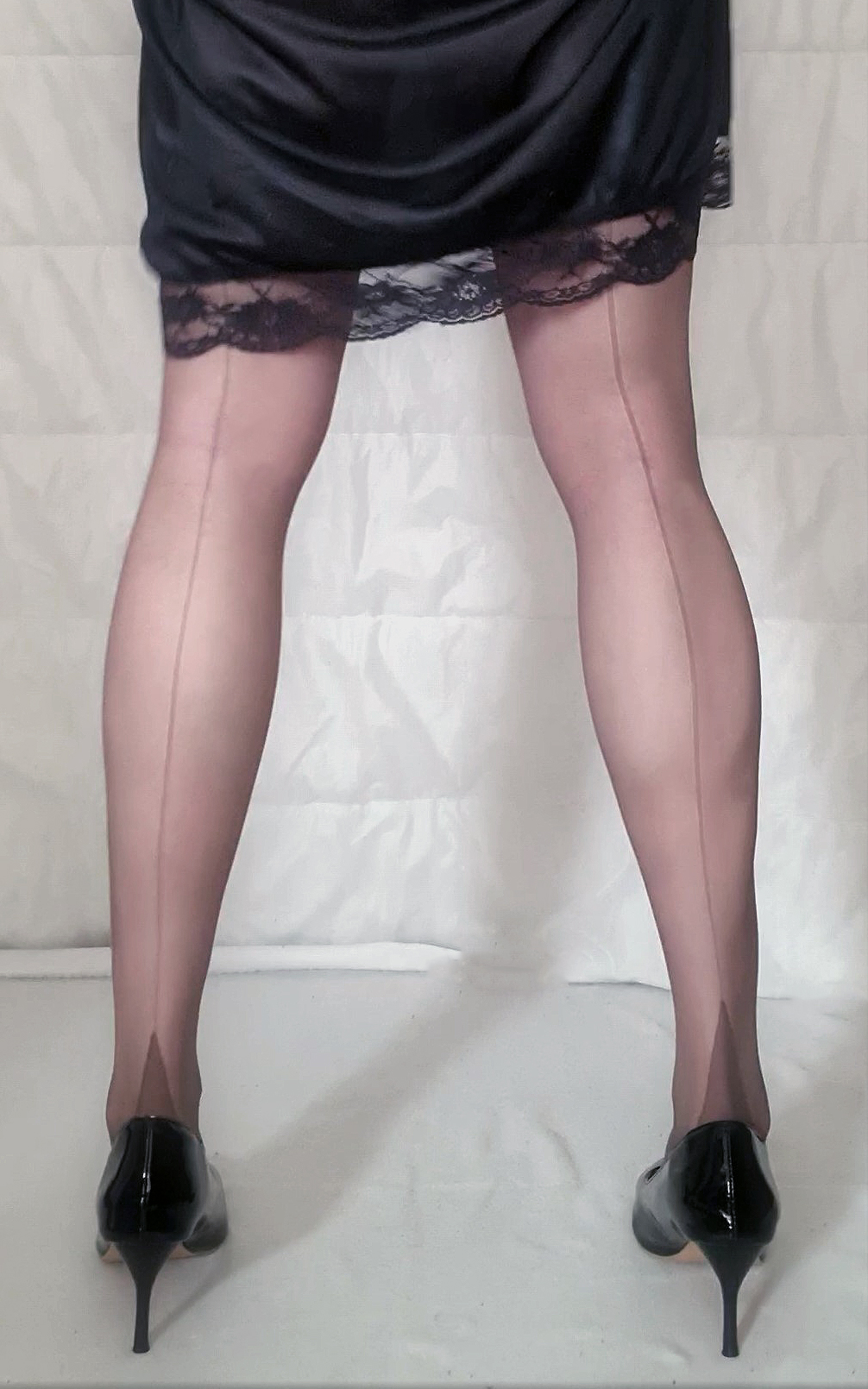
Calze con la riga in nylon

Le calze con la riga (In inglese: seamed), sono un tipo di calza.
In origine, la riga era la cucitura posteriore dei due lembi del tessuto della calza. Con l'introduzione delle macchine per calze e con l’avvento del nylon, la calza viene  prodotta senza alcuna cucitura.
Di solito sono realizzate in nylon, lycra o seta e sono spesso indossate con reggicalze, ma sono disponibili anche come autoreggenti e collant.